# Georges Sibre
Georges Ferdinand Joseph Sibre, né le 10 février 1869 dans le 10e arrondissement de Paris et mort le 20 novembre 1941 dans le même arrondissement, est un acteur, chanteur, parolier, auteur dramatique et librettiste français.

## Biographie
En dehors de ses chansons éditées entre 1898 et 1930, on connait peu de choses de Georges Sibre, sinon qu'il fut également l'auteur ou le co-auteur d'une dizaine de pièces de théâtre et de quelques livrets d'opérettes.
Fils d'un représentant de commerce, il fut lui-même employé de commerce avant de devenir acteur et chansonnier.
Auteur des paroles d'environ 200 chansons sur une trentaine d'années, il a principalement travaillé avec les compositeurs Jules Deschaux et Francis Popy.
Mort à 72 ans dans le 10e arrondissement de Paris qui l'avait vu naître, Georges Sibre était divorcé depuis novembre 1909 de l'artiste dramatique Juliette Le Bouguennec,, mère de ses deux enfants Jules et Marguerite, et remarié depuis septembre 1910 avec l'actrice Louise Thomas.
Il a été inhumé le 22 novembre 1941 au cimetière parisien de Pantin (131e division).

## Œuvre
comme parolier
- 1898 : Trop saoûl, chansonnette monologue, musique de Jules Deschaux
- 1898 : Á la salle d'armes, chansonnette comique, musique de Jules Deschaux
- 1898 : Le Désarmement, chansonnette, musique de Jules Deschaux
- 1899 : Devant le drapeau !, chanson, musique de Jules Deschaux
- 1899 : Exercices d'assouplissements, grande scène comique militaire, musique de Jules Deschaux
- 1899 : Les Culs-de-jatte, chanson à refrain, musique de Jules Deschaux
- 1899 : Menu du jour, chansonnette comique, musique de Jules Deschaux
- 1899 : La Retraite de Berlurot, chansonnette militaire, musique de Jules Deschaux
- 1899 : Quand on a un chapeau, chansonnette-scie, musique de Jules Deschaux
- 1900 : Nouvelles du pays, chanson, musique de Jules Deschaux
- 1900 : Le Soldat sans tête, chanson, musique de Jules Deschaux
- 1900 : Le Tombeau des rosières, romance bouffe, musique d'Émile Galle[13]
- 1901 : Une épouse pas ordinaire, chansonnette comique, musique de Jules Deschaux
- 1901 : Ta-pi-o-ka, fantaisie japonaise, musique de Jules Deschaux
- 1901 : Ma p'tite Suzon, chansonnette, musique de Jules Deschaux
- 1901 : Le Garçon bavard, chansonnette comique à parlé, musique de Jules Deschaux
- 1901 : La Mort du capitaine, grande scène dramatique, musique de Jules Deschaux
- 1901 : La Bonne expression, rondeau comique, Musique de Jules Deschaux
- 1901 : La Complainte du chameau, étude d'animaux, musique de Francis Popy
- 1901 : Parisian-Doll (La Jolie poupée parisienne), chanson de genre, musique de Jules Deschaux
- 1901 : Inimitable !, chansonnette comique, musique de Jules Deschaux
- 1901 : Les Joies de la famille, chansonnette comique, musique d'Albert Grimaldi[14]
- 1901 : Armes à la bretelle !, chanson de route, musique de Jules Deschaux
- 1901 : Mes pieds fument ! , chansonnette comique, musique de Francis Popy
- 1901 : Lettre à la mère, chanson, musique de Jules Deschaux
- 1901 : Trottinette, trottinant !, chansonnette-marche, musique de Jules Deschaux
- 1902 : Nous nous plûmes, chansonnette, musique d'Harry Fragson[15]. Reprise en concert par Marie-Paule Belle.
- 1904 : Poivrot et moraliste, chanson, musique de Jules Deschaux
- 1904 : Amours de pacotille, chansonnette comique, musique d'Henri Piccolini[16]
- 1905 : La Folie verte, chanson, musique de Francis Popy
- 1905 : Stances à Fémina, chanson, musique d'Henri Piccolini[17]
- 1905 : Quand le troupier..., scène comique militaire, musique d'Alphonse Gramet[18]
- 1906 : Betty, chansonnette, avec Paul Briollet, musique de Victor Soulaire[19]
- 1906 : La Petite bossue, chanson, musique d'Eugène Dédé
- 1907 : V'là les bleus !, scène militaire, musique de Jules Deschaux
- 1907 : Triste destinée, chanson vécue, avec Louis Charpenet[20], musique d'Arthur Drouillon
- 1908 : Marche de nuit, chansonnette-marche, musique de Francis Popy[21]
- 1909 : Petit turco, chanson, musique de Francis Popy
- 1913 : Les P'tits chiens, chanson, paroles de Francis Popy
- 1914 : La Marche de Paris, chanson, paroles de Francis Popy
- 1915 : La Nouba, marche des tirailleurs, chanson-marche, musique d'Henri Piccolini
- 1917 : Petits soldats de France avec Virgile Thomas, musique de Francis Popy
- 1922 : Les roses chantent, chanson, musique de Francis Popy
- 1925 : La Chanson des pierres plates, musique de Francis Popy
- 1927 : Pierrot chemineau, chanson, musique de Francis Popy
- 1928 : Ces amours d'hommes, chansonnette comique, musique de Léon Riffaud[22]
- 1930 : Un refrain de chez nous, one-step, musique de Gaston Trémolo[23]
- 1930 : Verres et soucoupes, chansonnette, musique de Gaston Trémolo
- 1930 : Les Tralalas, chansonnette, musique de Gaston Trémolo
- Non daté : Sur un air de vielle, musique de Jean Taillefer.

comme auteur dramatique
- 1905 : Angèle veut épouser un pharmacien !, comédie en 1 acte avec Édouard Loisel
- 1905 : Hortense ne ment jamais !, comédie en 1 acte avec Édouard Loisel
- 1934 : Le Voyage impossible, comédie en 3 actes avec Albert Verse et Claude Baival, en société à Brazey-en-Plaine (20 novembre)[24]
- 1935 : Capitaine malgré lui, comédie en 1 acte avec Albert Verse
- 1935 : Elle est si bonne !, comédie en 1 acte avec Albert Verse[25]
- 1936 : Car plus ça change, comédie en 1 acte avec Albert Verse, sur Paris-PTT (11 janvier)
- 1936 : Mauvaise graine, comédie en 1 acte avec Albert Verse, en société à Troyes (23 janvier)
- 1938 : Aux parfums d'Orient, comédie en 3 actes avec Albert Verse et Claude Baival, au théâtre des Mages (6 février)

comme librettiste
- 1905 : Couturière sans aiguilles, opérette en 1 acte avec Albert Verse, musique de Jules Deschaux[26], à Bobino (8 septembre)
- 1918 : Rapins, opéra-comique en 1 acte, au théâtre de Saintes (27 avril)
- 1921 : Princesse Nazaline, opérette en 2 actes, à l’Eden-Théâtre d'Asnières-sur-Seine (25 mars)[27]
- 1921 : Singe était roi[28], opérette en 3 actes et 4 tableaux, musique d'Émile Bouquette[29], à la Scala de Bruxelles (24 juin)
- 1930 : Mariska / Mariska la Gitane, opérette en 3 actes et 5 tableaux avec Michel Carré, couplets de Philippe Goudard, musique de Mario Cazes, au Trianon-Lyrique (24 décembre)[30] puis en tournée[31].